# جويدو ماززينغي
جويدو ماززينغي (بالإيطالية: Guido Mazzinghi)‏ (14 مايو 1932 – 1996) هو ملاكم إيطالي راحل، مثّل بلاده في الألعاب الأولمبية الصيفية 1952.

## روابط خارجية
جويدو ماززينغي على موقع أوليمبيديا (الإنجليزية)